# El paradís terrenal: La creació d'Eva
El paradís terrenal: La creació d'Eva és una còpia d'un quadre de Jan Brueghel el Vell, provinent del Museo del Prado i exposada en dipòsit al Museu de l'Empordà.

## Procedència
El 19 de novembre de 1819, el Real Museo del Prado obria les seves portes al públic madrileny, per tal que pogués contemplar una selecció d'obres d'art de les Col·leccions Reials. El 1840, al convent de la Trinidad (molt a prop de l'edifici construït per Juan de Villanueva que servia de seu al museu), s'instal·là el Museo Nacional de Pinturas, nodrit pels béns desamortitzats de Madrid i les províncies limítrofs. El 1872, a iniciativa del govern de la Primera República, es van fusionar en un els Museos Nacionales de Pintura y Escultura del Prado i de la Trinidad, fet que origina una difícil situació de manca d'espai. Per a solucionar-ho, el Museu del Prado va emprendre una política de préstecs, per gairebé totes les províncies d'Espanya, a museus i institucions públiques, com ara ajuntaments i diputacions i, fins i tot, algunes ambaixades espanyoles a l'estranger.
Fou l'inici del que s'havia de conèixer com el Prado Disperso, fenomen que es va seguir desenvolupant al llarg del segle xx, a instàncies de molts museus provincials que alimentaven així les seves modestes col·leccions.
En aquest context, el 17 de juny de 1885 l'Institut Ramon Muntaner de Figueres va rebre un lot de set peces en dipòsit del Museo del Prado, per tal que els alumnes de Belles Arts poguessin treballar amb grans obres pictòriques; el dipòsit s'amplià els anys 1887 i 1948. Aquesta obra prové d'un d'aquells dipòsits.

## Descripció
L'obra fa referència a l'episodi central del Gènesi, la creació de l'home i de la dona, Adam i Eva, que té lloc en un espai primigeni, el paradís terrenal. Adam i Eva són els primers pares de la humanitat. Se'ls representa junts i solen aparèixer nus, essent els únics personatges representats d'aquesta manera en l'art cristià ja des de l'edat mitjana.
Aquesta peça, tal com ho ressenya la cartel·la daurada del quadre, és una còpia d'una obra del pintor flamenc Jan Brueghel el Vell (1568-1625). Els conservadors del museu pensen que podria estar inspirada en l'obra El jardí de l'Edèn, conservada al Victoria & Albert Museum de Londres. Segons aquest plantejament, l'autor de la còpia hauria realitzat algunes modificacions respecte a l'original, amb la substitució d'algun dels animals del quart inferior esquerre de la peça per introduir-hi l'escena de la creació d'Eva.
Seguint el Gènesi, la història d'Adam i Eva dona lloc a un cicle iconogràfic format per les següents escenes: la creació d'Adam; la creació d'Eva extreta per Déu d'una costella d'Adam; la temptació d'Eva per part de la serp; el pecat original (quan mosseguen la poma); la vergonya d'Adam i Eva, i, finalment, l'expulsió del Paradís.
En aquesta obra, però, només hi apareixen representades dues escenes: la creació d'Eva (a la part esquerra) i la temptació d'Eva (al fons de la part dreta).

## Autor
Pel que fa a l'autor del quadre, per la seva factura es creu que probablement va ser pintat per un dels artistes flamencs que treballaven al taller de Jan Brueghel el Vell, ja que la tècnica miniaturista i delicada amb què està realitzada i la profusió de detalls naturals responen fidelment a la manera de fer del mestre flamenc. La tècnica utilitzada és l'oli sobre coure, emprada principalment per fer retrats en miniatura i per a la còpia de peces.

## Exposicions rellevants

### Peces escollides
Entre els mesos d'abril i agost de 2011 l'obra forma part de l'exposició Peces escollides: Mirades transversals a la col·lecció. El zoòleg Jordi Sargatal (Figueres, 1957) va fer una identificació de les espècies animals que apareixen a l'obra. Amb la llista es va fer una banda sonora de l'escena retratada pel pintor.